# Supermajk!
Supermike! je kolekcionarsko izdanje šest Zagora objavljeno u Srbiji u luksuznom izdanju u izdanju Veselog četvrtka. Na kioscima u Srbiji se pojavila 12. decembra 2024. Koštala je 4.000 din (30 €; 40 $). Imala je 545 strana.

## Originalna epizoda
Originalna epizoda pojavila se u Italiji 2024. godine u šest svezaka u brojevima 703-708 u izdanju Bonelija u periodu februar-avgust 2024. Epizodu je nacrtao Marco Verni, a scenario napisao Mureno Buratini. Cena pojedinačne sveske na evropskom tržištu je iznosila 4,9 €.

## Kratak sadržaj
Supermajk se vraća u Darkwood i traži od Zagora revanš za poraz u sedam igara koje su opisane u Zlatnoj seriji #359-361.